# Ibrahim Ismail (roi de Malaisie)
Le sultan Ibrahim Ismail Ibni Almarhum Sultan Iskandar Al-Haj (en jawi : سلطان إبراهيم ابن المرحوم سلطان إسکندر) né le 22 novembre 1958 à Johor, en Malaisie, est le 25e sultan de Johor (en) et depuis le 31 janvier 2024 le 17e roi de Malaisie.

## Biographie

### Roi de Malaisie (depuis 2024)
Le 27 octobre 2023, il est élu roi de Malaisie pour un mandat de cinq ans, succédant à Abdullah Shah. Son mandat commence le jour de son investiture, le 31 janvier 2024,.